# قراب
قراب، روستایی از توابع بخش مرکزی شهرستان اردل در استان چهارمحال و بختیاری ایران است.شغل عموم مردم دامداری و کشاورزی می باشد.

## جمعیت
این روستا در دهستان دیناران قرار دارد و براساس سرشماری مرکز آمار ایران در سال ۱۳۹۲، جمعیت آن ۳۰۰ نفر ۶۰خانواده) بوده‌است.